# Henrik Åhnstrand
Henrik Åhnstrand, född 29 juli 1979 i Nyköping, är svensk fotbollstränare, som sedan 2023 är assisterande tränare för IK Sirius i Allsvenskan, till huvudtränare Andreas Engelmark.